# Ponte Felcino
Ponte Felcino (Pontfelcino in dialetto perugino) è una frazione del comune italiano di Perugia, in Umbria.

## Geografia fisica
Geograficamente situato al limite nord-est del territorio di Perugia (a 7 km di distanza) e a circa 200 m s.l.m., il fiume Tevere lo attraversa interamente. Il territorio è suddiviso in una parte pianeggiante, attorno all'alveo fluviale, ed in una parte collinare; in totale, è abitato da circa 9.000 residenti, dato in crescita rispetto al censimento ISTAT 2011. 
Ponte Felcino era la sede della VI circoscrizione del Comune di Perugia (le circoscrizioni sono state abolite recentemente), che comprendeva anche le frazioni di Fratticiola Selvatica, Villa Pitignano, Bosco, Colombella, Farneto, Piccione, Montelabate. Aveva circa 12.500 abitanti, distribuiti su una superficie di 59 km².

## Storia
Il nome attuale deriva probabilmente dal volgarizzamento di quello di san Felicissimo, martirizzato in quei luoghi nel 761 dagli eretici ariani.
Tuttora, nella parte collinare del paese si trova un vocabolo San Felicissimo, posizione nella quale venne costruita una chiesa nel XIV secolo, demolita poi nel 1775.
Il nucleo originale del paese si sviluppa in pianura attorno al ponte sul fiume Tevere, originariamente costruito in epoca romana. Perciò il nome per identificare Ponte Felcino è variato nelle varie epoche linguistiche e storiche degli Umbri Etruschi Romani Longobardi di passaggio, considerando che prima della discesa degli Umbri c'era un lago a Y rovesciata in Umbria esteso nella pianura tiberina oltre le sponde attuali del Tevere, poi probabilmente il nome era riferito per assonanza alle felci e agli Etruschi per difendere il passaggio.
Tra il 1370 ed il 1380 è citato più volte in documenti storici, ove si afferma che venne utilizzato dalle truppe che si dirigevano ad assediare Perugia (prima le truppe pontificie e poi quelle mercenarie di Giovanni Acuto).
Nel 1451 il vecchio ponte, oramai dissestato e rimaneggiato nel corso dei secoli sulla preesistente struttura romana a tutto sesto, venne riedificato da Bartolomeo Mattioli di Torgiano, costruttore molto noto per aver realizzato parti della facciata orientale del Duomo di San Lorenzo. 
Nel 1819 l'imperatore d'Austria Francesco I e i suoi familiari, di passaggio a Perugia,  si recarono a visitare l'ardita architettura del ponte.
Durante la II guerra mondiale, il paese subì pesanti bombardamenti alleati ed il ponte antico venne fatto saltare dai tedeschi in ritirata.

## Monumenti e luoghi d'interesse
- Chiesa parrocchiale (1951), contenente parecchie opere provenienti dall'antica chiesa di S. Felicissimo. Costruita una prima volta nel 1929, venne riedificata dopo i bombardamenti alleati del 17 giugno 1944.
- Chiesina di S. Angelo di Vitiano (XIV secolo). Costruita originariamente in aperta campagna, è ora inglobata nella zona industriale. Nei suoi pressi venivano sepolte le vittime delle pestilenze. Venne completamente restaurata nel 1954.
- Cappella dei SS. Francesco e Antonio (1250), in un piccolo convento dei frati Minori Conventuali posto lungo l'argine sinistro del Tevere.
- Bosco didattico;
- Torre Baldelli-Bombelli (1382), fortilizio a difesa del molino sul fiume Tevere.

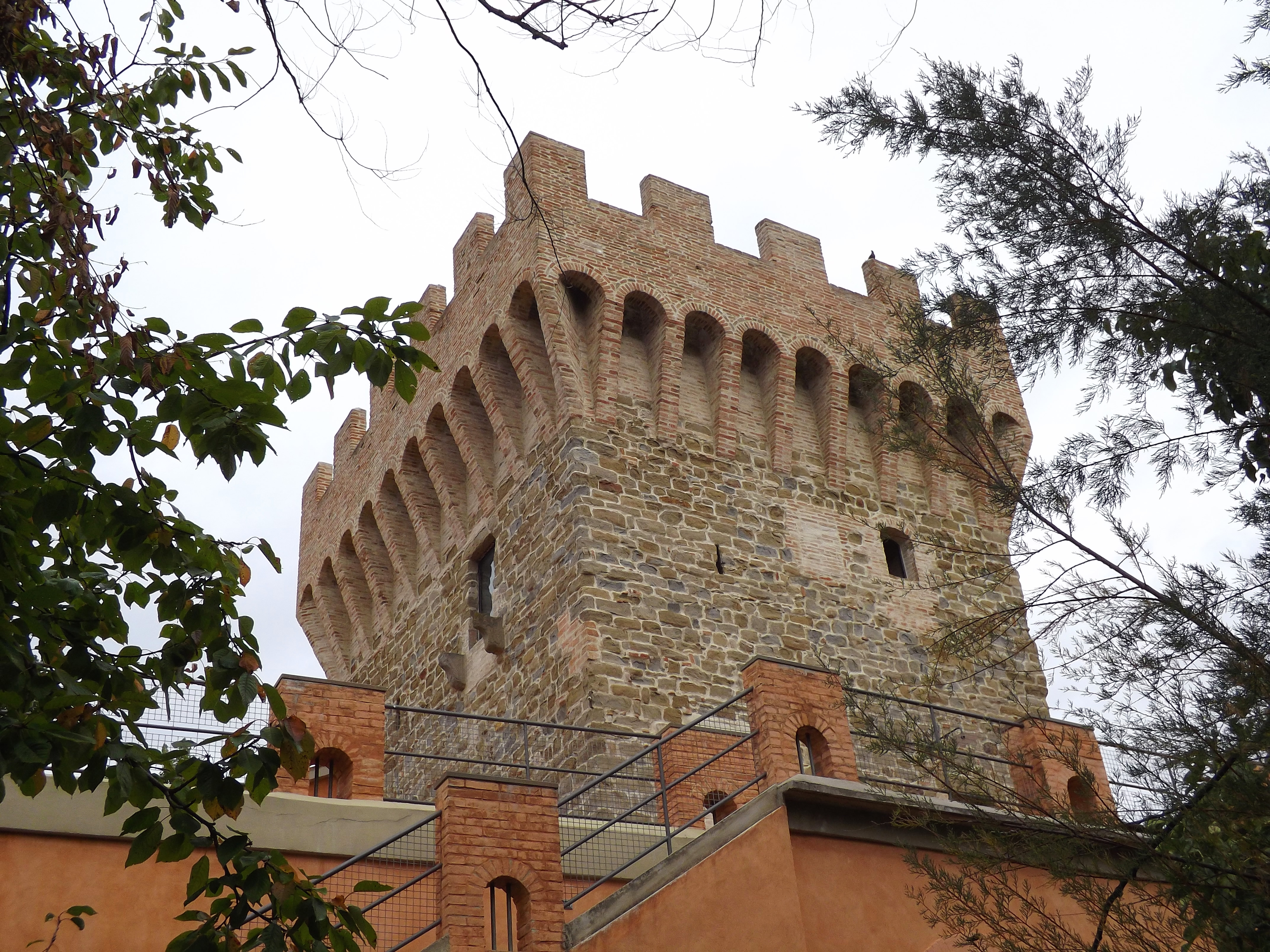
Torre del molino sul fiume Tevere

## Economia
Storicamente, Ponte Felcino è legato al Lanificio, sorto nel 1862 ad opera dei fratelli Leone ed Alessandro Bonucci, che con alterne vicende ha assicurato l'occupazione a gran parte della popolazione locale. Distrutto dalla ritirata tedesca del 1944, venne ricostruito dall'imprenditore Giacomo Silvio Guelpa, che in breve tempo lo riportò ad un livello di primo piano nella produzione di manufatti tessili nazionale. Al giorno d'oggi, dopo una grave crisi negli anni '80, fa parte della Manrico Holding ed è denominato "Manifatture Associate di Ponte Felcino 1862".
Dal 1992 Ponte Felcino è anche sede della Scuola di Giornalismo Radio Televisivo, presso Villa Orintia: nata in collaborazione con la RAI e l'Ordine Nazionale dei Giornalisti, ha lo scopo di formare le nuove leve del giornalismo in radio e TV.
La zona industriale della frazione è una delle più sviluppate dell'intero comprensorio perugino. Si possono annoverare anche un'industria per la produzione di macchinari zootecnici, una di materiali plastici per l'edilizia e il centro regionale di stoccaggio e distribuzione per varie catene di supermercati.

## Sport

### Impianti sportivi
- Stadio comunale "E. Gaggi" (calcio)
- Centro di vita associativa (CVA)
- Percorso Fluviale del Tevere (jogging)